# Rivière McLaren
Rivière McLaren är ett vattendrag i Kanada.   Det ligger i provinsen Québec, i den sydöstra delen av landet, 280 km norr om huvudstaden Ottawa. Rivière McLaren ligger vid sjöarna  Lac Jeune och Lac McLaren.
I omgivningarna runt Rivière McLaren växer i huvudsak blandskog. Trakten runt Rivière McLaren är nära nog obefolkad, med mindre än två invånare per kvadratkilometer.